# Тит Статилий Тавър Корвин
Вижте пояснителната страница за други личности с името Тит Статилий Тавър.
Тит Статилий Тавър Корвин (на латински: Titus Statilius Taurus Corvinus) e политик и сенатор на ранната Римска империя.

## Биография
Произлиза от фамилията Статилии. Син е на Тит Статилий Тавър (консул 11 г.) и Валерия Месалина, дъщеря на Марк Валерий Месала Корвин, от когото получава допълнителното име Корвин. Брат е на Тит Статилий Тавър (консул 44 г.) и вероятно на Статилия Месалина, която е майка на императорката Статилия Месалина, която може би е дъщеря на брат му (консул през 44 г.).
През 45 г. Корвин е консул заедно с Марк Виниций. Следващата 46 г. той участва в неуспешен заговор с Азиний Гал (син на Гай Азиний Гал) против Клавдий. Поради предателство двамата са изпратени в изгнание. При тази интрига участват освободени на Клавдий. Живее още между 46 до 50 г.
Корвин е от 32 г. Арвалски брат и член на жреческата колегия Quindecimviri sacris faciundis.